# Paspalum prostratum
Paspalum prostratum är en gräsart som beskrevs av Frank Lamson Scribner och Elmer Drew Merrill. Paspalum prostratum ingår i släktet tvillinghirser, och familjen gräs. Inga underarter finns listade i Catalogue of Life.